# 飯伏将人
飯伏 将人（いぶし まさと、1986年11月11日 - ）は、日本の俳優。鹿児島出身。officeニキキ所属。

## 出演

### テレビドラマ
- 「超人ウタダ」（2010年）
- 「アイアムアヒーロー はじまりの日」（2016年）
- 「4号警備」（2017年）
- 「精霊の守り人III 最終章」（2017年）
- 「許さないという暴力について考えろ」（2017年）
- 「西郷どん」NHK大河（2018年）

### 映画
- 「BALLAD 名もなき恋のうた」山崎貴監督（2008年）
- 「忍道-SHINOBIDO-」森岡利行監督（2012年）
- 「人類資金」阪本順治監督（2013年）

### 舞台
- 「ゴジラ」（2010年）
- 「へなちょこヴィーナス」（2010年）
- 「アロハ色のヒーロー」（2011年）
- 「淑女(レディ)のお作法」（2011年）
- 「問題のない私たち」（2011年）
- 民話芸術座全国巡回公演「杜子春」（2011年）
- 「ゴジラ」（2012年）
- 「路地裏の優しい猫」（2012年）
- 民話芸術座全国巡回公演「寝たろう物語」（2012年）
- 「問題のない私たち」（2013年）
- 「母の桜が散った夜」（2013年）
- 西原理恵子演劇祭「ぼくんち」「女の子ものがたり」（2013年）
- 「THE 面接」方南ぐみ企画公演  俳優座劇場（2016年）

### CM
- 「富山ダイナミックパノラマビュー」ナレーション（2014年）